# Chris Sørensen
Chris Sørensen (27 luglio 1977) è un ex calciatore danese, di ruolo difensore.

## Palmarès
- Coppa di Danimarca: 1

Odense: 2006-2007